# ジェームズ・バリー (画家)
ジェームズ・バリー（James Barry、1741年10月11日 – 1806年2月22日）はアイルランドの画家で、ロンドンのロイヤル・ソサエティ・オブ・アーツの「グレート・ルーム」における『人間文化の進歩』という名前の6部作の絵画で最もよく知られている。エキセントリックな性格をしていたとされ、そのことも関係してか長く等閑視されていたが、イギリス美術史においてはヨハン・ハインリヒ・フュースリーやウィリアム・ブレイクに多大な影響を与えたと評価されている。

## 略歴
アイルランド南部のコークで生まれた。父親はイングランドとアイルランドを行き来して商売した建築業者、商人で、子供時代のジェームズ・バリーは父親に連れられて何度も船旅をした。画家になることを父に許され、彼の絵は評判になり1762年にロンドンでも展示された。アイルランド出身の政治家、エドマンド・バークと知り合い、バークがパトロンとなってバリーは国外での修行を行い、1765年からパリ、ローマ、フィレンツェ、ボローニャを旅し、ローマには3年間滞在し、イタリアの巨匠たちの作品を学んだ。ロンドンに戻った後、展覧会に歴史画を出展し、1770年代の後半から7年をかけて、ロイヤル・ソサエティ・オブ・アーツの「Great Room」に代表作の連作の壁画『人間文化の進歩(The progress of human knowledge and culture)』を完成させた。
ロイヤル・アカデミー・オブ・アーツの会員に選ばれ、1782年に教授となるが、学生のために参考となる作品の購入を要求し拒絶されたことから協会と対立し、1799年に除名された。

## 作品

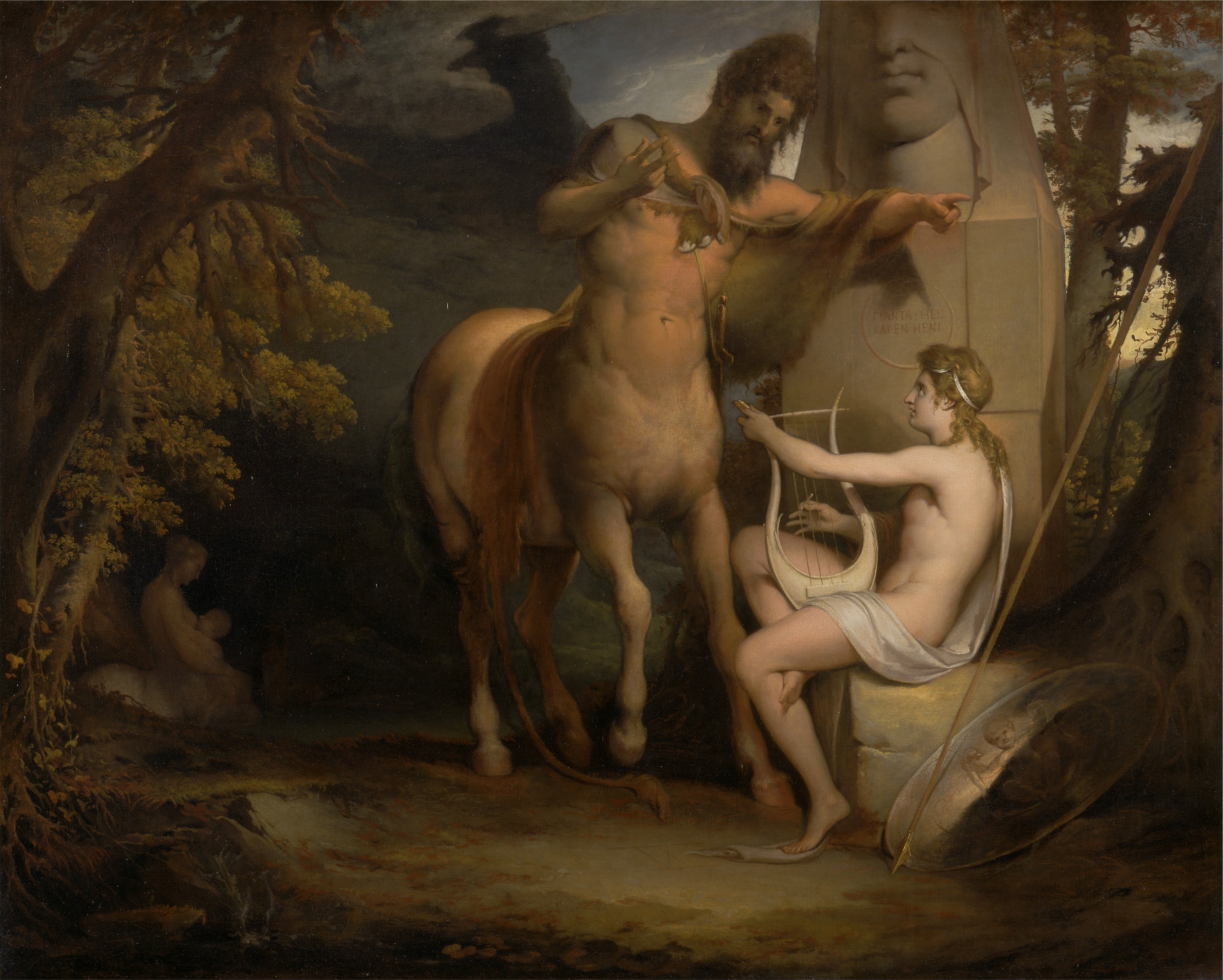
"The Education of Achilles" (c.1772)
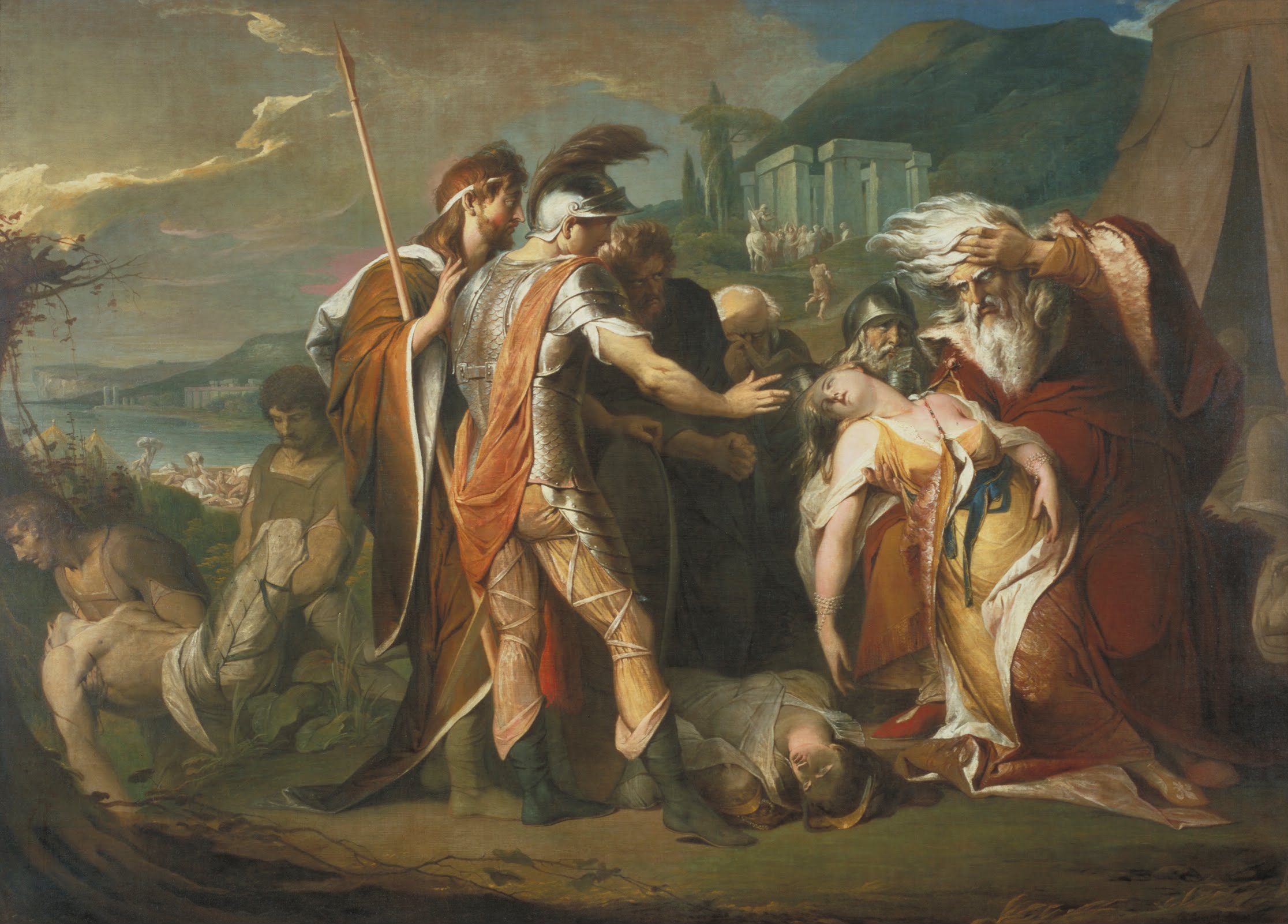
リア王の場面 (1786)
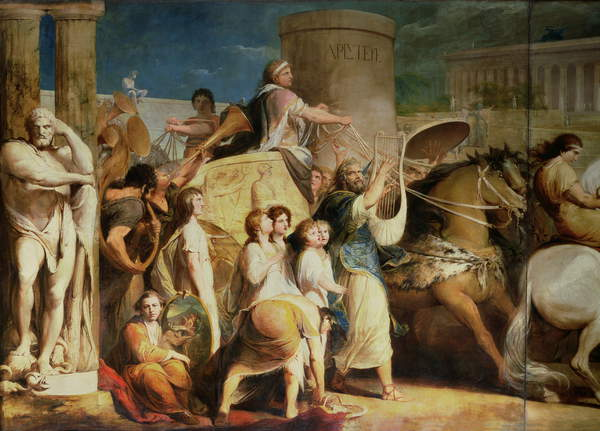
"Hiero of Syracuse and victors"